# Post (Dreibaach)
Der Ruisseau de Post ist ein knapp dreieinhalb Kilometer langer Bach in der wallonischen Provinz Luxemburg und der mittlere Quellbach des Dreibaachs.

## Geographie

### Verlauf
Der Ruisseau de Post entsteht im Bartebësch nordöstlich von Attert-Heinstert aus fünf Quellbächen. Der Hauptquellast entspringt auf einer Höhe von etwa 420 m O.P. Der vereinigte Bach verlässt den Wald und fließt dann, begleitet von einem Saum aus Büschen und Bäumen durch Felder und Wiesen in Richtung Südsüdosten. Nördlich von Attert-Post wird er auf seiner rechten Seite von dem aus dem Westen kommenden Ruisseau de Remembrement gespeist. Kurz danach vereinigt er sich schließlich  in der Ortschaft Post auf einer Höhe von etwa 309 m O.P. nördlich der Straßenecke Voie des Champs Mêlés/Rue de Buisson mit dem Ruisseau de Schockville und dem  Foulterflass zum Dreibaach.

### Zuflüsse
- Remembrement (rechts)